# PenAir

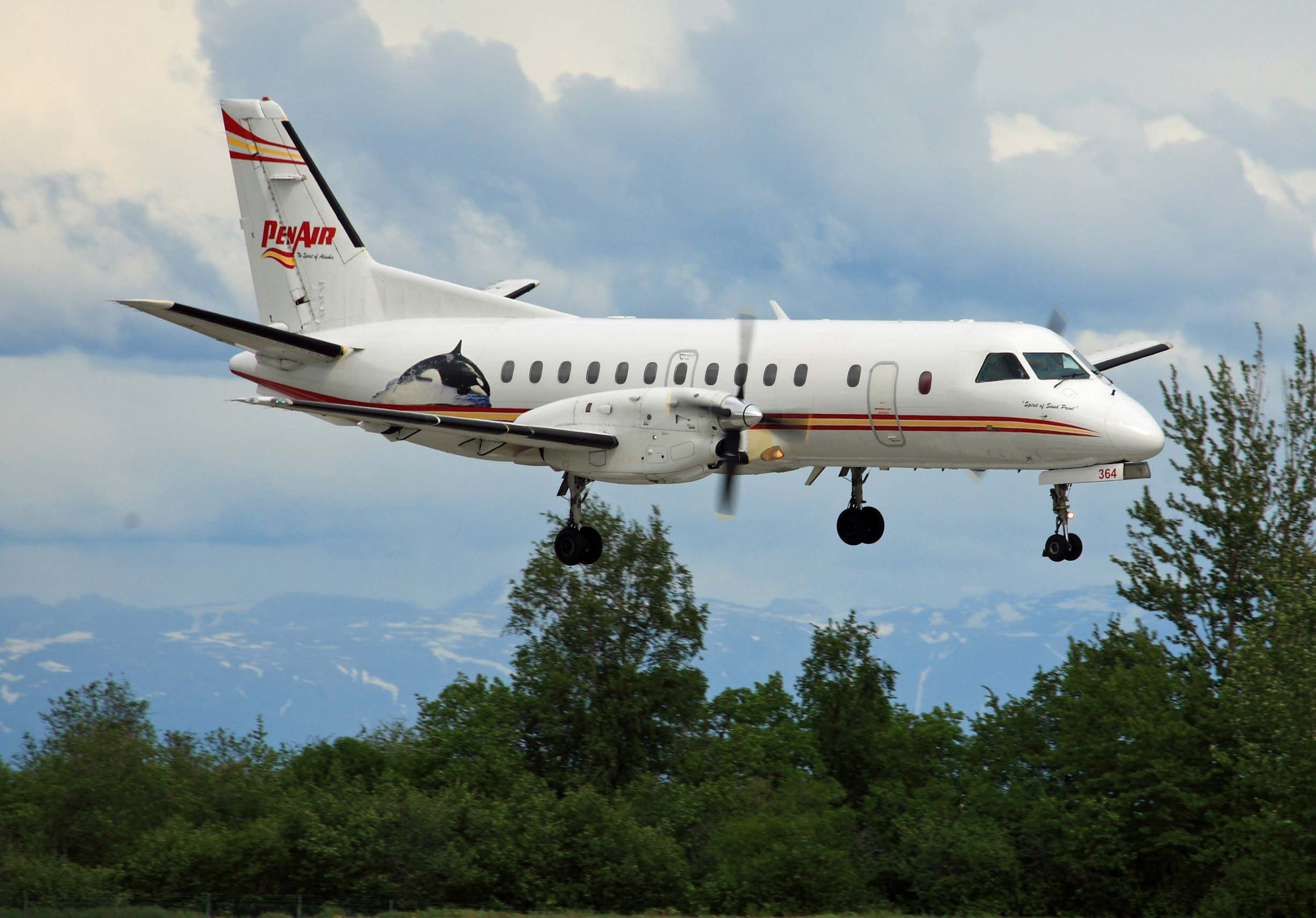
Atterrissage d'un avion PenAir à Anchorage.

Peninsula Airways, opérant sous le nom de PenAir, est une compagnie aérienne américaine basée à Anchorage, en Alaska . Elle exploite des vols réguliers de passagers et de fret vers 25 communautés, ainsi que des services de nolisement et d'évacuation sanitaire. Sa  principale base est située à l'Aéroport international d'Anchorage Ted-Stevens.

## Histoire
La ligne aérienne a été fondée en 1955 par le pilote Orin Sybert de Pilot Point . Les opérations ont débuté en 1956, se concentrant sur des services de nolisement. Des services réguliers ont été inaugurés en 1973 entre King Salmon et les communautés de l'île de Pribilof de St. Paul et de St. George. En 1985, PenAir acquiert tous les actifs d'Air Transport Services (ATS) de Kodiak. En novembre 1991, PenAir devient un partenaire d'Alaska Airlines. Cette relation avec Alaska Airlines s'est approfondie et s'est développée depuis. C'est ainsi qu'aujourd'hui, PenAir effectue plusieurs vols sous le code d'Alaska Airlines.

## Flotte
En mai 2017, PenAir exploitait 22 appareils ,: